# Contea di Siskiyou
La contea di Siskiyou, in inglese Siskiyou County, negli Stati Uniti d'America, è una contea della California, situata nel nord dello Stato lungo il confine con l'Oregon. Nel 2000 aveva 44 301 abitanti. Il capoluogo è Yreka.

## Geografia
La contea si trova nel nord dello Stato, in posizione centrale, al confine con l'Oregon. Il territorio è diversificato e più del 60% è gestito dal governo federale e statale, poiché vi si trovano diversi parchi e aree protette. Il fiumi principali sono il Sacramento e il McCloud. La regione è montuosa e vi si trovano diversi vulcani, tra cui il Monte Shasta. Nella contea ci sono diversi laghi e fiumi.

### Contee confinanti
- Contea di Jackson (Oregon) - nord
- Contea di Klamath (Oregon) - nord
- Contea di Modoc - est
- Contea di Shasta - sud
- Contea di Trinity - sud
- Contea di Humboldt - sud-ovest
- Contea di Del Norte - ovest
- Contea di Josephine (Oregon) - nord-ovest

## Storia
La contea fu creata nel 1852 da porzioni delle contee di Klamath e Shasta. L'origine del nome è incerta: potrebbe derivare da una parola Chinook per un tipo di cavallo o dal francese six cailloux ("sei pietre"), nome dato a un guado sul fiume Umpqua da cacciatori nel 1832.

## Comuni[7]

### Cities
- Dorris
- Dunsmuir
- Etna
- Fort Jones
- Montague
- Mount Shasta
- Tulelake
- Weed
- Yreka (capoluogo)

### Census-designated places
- Carrick
- Edgewood
- Gazelle
- Greenview
- Grenada
- Happy Camp
- Hornbrook
- Lake Shastina
- Macdoel
- McCloud
- Mount Hebron
- Tennant